# Ponchatoula, Louisiana
Ponchatoula, Louisiana (енгл. Ponchatoula) град је у америчкој савезној држави Луизијана.

## Демографија
По попису из 2010. године број становника је 6.559, што је 1.379 (26,6%) становника више него 2000. године.
| Група             | 2000.         | 2010.         |
| Белци             | 3.189 (61,6%) | 4.037 (61,5%) |
| Афроамериканци    | 1.908 (36,8%) | 2.151 (32,8%) |
| Азијати           | 6 (0,1%)      | 37 (0,6%)     |
| Хиспаноамериканци | 44 (0,8%)     | 207 (3,2%)    |
| Укупно            | 5.180         | 6.559         |